# Ядерный аффект
Ядерный аффект  (англ. Core affect) — это элементарное эмоциональное и физическое состояние, которое характеризуется продолжительностью и устойчивостью, измеряемое по двум шкалам: валентности (удовольствие или неудовольствие) и уровню активности (активность или пассивность). Все состояния, как эмоциональные, так и неэмоциональные, являются определённым состоянием ядерного аффекта.
Согласно Л. Ф. Баррет, ядерный аффект является нейрофизиологическим барометром отношения индивида к окружающей среде в данный момент времени.
Является базовым термином в теории психологического конструирования эмоций. Встречаются также версии перевода «базовый аффект» и «основной аффект».
Нередко термин «ядерный аффект» можно встретить в психиатрической литературе. Однако там под ним подразумевается устойчивые характеристики человека, а не центральная часть какого-либо элементарного эмоционального переживания, имеющего специфическую аффективную окраску.

## История исследования ядерного аффекта
Исследование ядерного аффекта проводится в рамках исследования эмоций и различных теорий, связанных с ними.
Понятие «ядерный аффект» («core affect») было впервые введено создателями теории психологического конструирования эмоций Дж. А. Расселлом и Л. Ф. Барретт.
Согласно концепции Дж. А. Расселла, индивид непрерывно находится в эмоциональном состоянии под названием «ядерный аффект». Также ученый утверждает, что все объекты, окружающие нас, обладают аффективным качеством (affective quality), то есть способны влиять на ядерный аффект человека. В широком смысле объект можно представить как некий материальный объект вне человека или некоторое событие, а также психические и физические процессы в самом человеке. Любой объект обладает аффективным качеством, но его срабатывание или несрабатывание зависит от различных конкретных факторов, в том числе от направленности внимания человека.
Концепция Дж. А. Расселла также включает в себя круговую модель оценки ядерного аффекта, разработанную им в 1980 году. Согласно данной идее, ядерный аффект можно представить как точку на круге, состоящем из 8 секторов (впоследствии количество секторов увеличилось до 12). Оси данного круга представляют такие шкалы как «Валентность» (удовольствие — неудовольствие) и «Активность» (активность — пассивность).
Результаты дальнейших исследований подтвердили, что базовый аффект существует на нейрофизиологическом уровне (Posner et al., 2005; Wilson-Mendenhall et al., 2013).

## Последствия
Идея ядерного аффекта Расселла была развита позднее другими учеными, хотя не все использовали конкретно данный термин при создании своих моделей описания эмоций.
Так, непосредственными последователями концепции двухмерного моделирования, предложенной Расселлом, являются Л. Ф. Барретт и М. Йик. Также на данную модель похожа концепция Р. Ларсена и Э.Динера. Им противостоит двухмерная модель позитивного и негативного аффекта, разработанная Д.Уотсоном и А. Теллегеном.
В 2000 году У. Шиммаком и А. Гробом была предложена трехмерная модель.
В 2003 году Рассел рассмотрел влияние ядерного аффекта на способность восприятия, когнитивные процессы и память.
Исследования последних лет демонстрируют, что характеристики ядерного аффекта могут оказывать влияние на психологическое благополучие (Houben et al., 2015),), уровень самооценки (Kuppens et al., 2007) и эмоциональные расстройства(Kuppens et al., 2007).

## Критика идеи ядерного аффекта
Главным аргументом против идеи о ядерном аффекте считают его чрезмерную абстрактность и обобщенность. Утверждается, что сочетание двух параметров («валентности» и «активности») может быть характерно для различных эмоциональных состояний. Так, например, высокий уровень активности и низкий уровень удовольствия отличают как ярость, так и страх.
Некоторые сторонники теорий, связанных с базовыми эмоциями, также акцентируют внимание на том, что эмоцию нельзя сконструировать искусственно, с помощью каких-либо шкал, параметров и измерений. Если бы это было возможно, эмоции можно было обучить, чего в действительности не наблюдается.
Также возникают споры о зависимости двух параметров, предложенных Расселлом, друг от друга. Некоторые исследования отрицают подобную зависимость, в то время как в других делается упор на нестабильность связи активности и удовольствия, а также высокой вариативности и обусловленности данной связи различными факторами.
Несмотря на то, что концепция ядерного аффекта постоянно подвергается критике, нейрофизиологические исследования подтверждают его существование.

## Влияние на науку
Ядерный аффект как состояние, в котором человек находится всегда, позволяет рассматривать и объяснять с точки зрения эмоциональных переживаний ситуации, когда источника переживания либо нет вовсе, либо он трудно определим (например, необъяснимая грусть, внезапная вспышка ярости).
Помимо прочего, методика оценки эмоций с помощью ядерного аффекта с её двумя параметрами (осями) позволяет получить более точную информацию, чем более распространенные, но упрощенные модели (Например, модель оценки позитивных и негативных аффектов Дж. Уотсона и А. Теллегена).

## В массовой культуре
Концепция ядерного аффекта, который по словам Л. Ф. Барретт является своеобразным барометром отношения индивида к окружающей среде в данный момент, заложена во многие произведения массовой культуры. Так, идея об оценке и регуляции эмоций с помощью своеобразной шкалы встречается в романе Ф. Дика «Мечтают ли андроиды об электроовцах?». В нём герои используют некий модулятор эмоций, работающий с помощью подачи электроимпульсов в мозг человека, который позволяет их усиливать или ослаблять.
Данная методика также используется для прогнозирования кассового успеха телевизионных проектов. Кроме того, модель ядерного аффекта активно используют в своей деятельности представители профессий, целью которых является вызвать те или иные эмоции у масс. К ним можно отнести журналистов, маркетологов, PR-специалистов, рекламщиков, политиков и т. д. Опираясь на оси ядерного аффекта, они могут манипулировать общественным сознанием и предугадывать эмоциональную реакцию своих целевых групп.
Продолжение изучения ядерного эффекта является перспективным на пути усовершенствования искусственного интеллекта.
В эпоху барокко в Европе была распространена «Теория аффектов», которую также можно рассматривать проявлением феномена ядерного аффекта в культуре. Под аффектами в ней понимаются устойчивые эмоциональные состояние человека. В основе теории лежит идея о том, что с помощью различных средств художественной выразительности можно возбуждать в человеке те или иные чувства: гнев, восторг, страдание, радость, печаль и т. д.